# Latarnia morska North Foreland
Latarnia morska North Foreland – latarnia morska położona na półwyspie North Foreland około 2 kilometrów na północ od Broadstairs w Kent. Latarnia od 1950 roku jest wpisana na listę English Heritage. Położona jest na północ od latarni Whitby.
Pierwsza latarnia została zbudowana na półwyspie North Foreland w 1499 roku. Pierwsza prawdziwa stacja została zbudowana przez Sir Johna Meldruma. Latarnia miała dwa piętra, przekrój ośmiokątny i zbudowana była z drewna z paleniskiem przystosowanym do spalania węgla. Została zniszczona przez pożar w 1683 roku.
Obecna latarnia została zbudowana w 1691 roku. Wieża została przebudowana i nadbudowana w 1793 roku. Zmieniono wówczas mechanizm latarni z węglowego na olejowy. W 1832 roku Trinity House zakupiło latarnię. Około 1860 roku dobudowano dwa piętrowe domy latarników.
Latarnia została zelektryzowana w 1920 roku. 26 listopada 1998 roku odbyła się ceremonia zamknięcia ostatniej sterowanej przez latarników latarni morskiej należącej do Trinity House. W ceremonii uczestniczył Książę Edynburga Filip oraz prezes Trinity House kontradmirał Sir Patrick Rowe. Obecnie jest kontrolowana z Trinity House Operations and Planning Centre w Harwich.